# Żyła płucna prawa górna
Żyła płucna prawa górna (łac. vena pulmonalis dextra superior), żyła płucna górna prawa (vena pulmonalis superior dextra) – w anatomii człowieka jedna z czterech żył krążenia małego, prowadzących krew natlenowaną z płuc do lewego przedsionka serca. Żyła płucna prawa górna zazwyczaj zbiera krew z górnego i środkowego płata prawego płuca, ale możliwe są odmienności w obszarze unaczynienia, szczególnie gdy płaty nie są całkowicie od siebie oddzielone.
Powstaje z połączenia trzech żył (nazywanych też gałęziami) płata górnego i jednej żyły (gałęzi) płata środkowego, dzielących się dalej na mniejsze odgałęzienia (części). Są to:
- żyła szczytowa płuca prawego (vena apicalis pulmonis dextri), inaczej gałąź szczytowa (ramus apicalis)
  - część wewnątrzsegmentowa (pars intrasegmentalis)
  - część międzysegmentowa (pars intersegmentalis), inaczej część podsegmentowa (pars infrasegmentalis)
- żyła przednia płuca prawego (vena anterior pulmonis dextri), inaczej gałąź przednia (ramus anterior)
  - część wewnątrzsegmentowa (pars intrasegmentalis)
  - część międzysegmentowa (pars intersegmentalis), inaczej część podsegmentowa (pars infrasegmentalis)
- żyła tylna płuca prawego (vena posterior pulmonis dextri), inaczej gałąź tylna (ramus posterior)
  - część podpłatowa (pars infralobaris)
  - część wewnątrzpłatowa, część międzysegmentowa (pars intralobaris, pars intersegmentalis)
- żyła płatowa środkowa płuca prawego (vena lobaris media pulmonis dextri), inaczej gałąź płata środkowego (ramus lobi medii)
  - żyła boczna płuca prawego (vena lateralis pulmonis dextri), inaczej część boczna (pars lateralis)
  - żyła przyśrodkowa płuca prawego (vena medialis pulmonis dextri), inaczej część przyśrodkowa (pars medialis)

W obrębie wnęki płuca żyła płucna prawa górna położona jest najbardziej do przodu ze wszystkich głównych struktur korzenia płuca. Jest nieco dłuższa niż żyła płucna lewa górna, przebiega poziomo z tyłu od prawego przedsionka serca, żyły głównej górnej i aorty wstępującej. U dorosłego człowieka ma średnicę 18 mm, największą ze wszystkich żył płucnych. Nie ma w niej zastawek.